# 吉和インターチェンジ (尾道バイパス)
吉和インターチェンジ（よしわインターチェンジ）は広島県尾道市吉和町にある尾道バイパス（国道2号バイパス）上のインターチェンジである。

## 道路
- 尾道バイパス（国道2号）

## 接続する道路
- 一般市道

## 周辺
- 広島県立尾道商業高等学校

## 隣
尾道バイパス
平原IC - 吉和IC - 尾道西PA